# AKG Acoustics
Pour les articles homonymes, voir AKG.
AKG Acoustics est une marque autrichienne créée en 1947 spécialisée dans la fabrication de matériel audio. Elle fait partie du Groupe Harman et est, depuis son rachat par le Groupe Samsung en 2016, une filiale de Samsung Electronics.

## Historique
À l'origine Akustische und Kino-Geräte Gesellschaft m.b.H. (en français : Acoustique et Équipement de Cinéma), la société fut fondée en 1947 par Rudolf Goerike et Ernst Pless. En 1949, les premiers casques de AKG font leur apparition sur le marché ; au cours des années 1950, plusieurs microphones innovants permettent à la marque de s'imposer : le micro cardioïde à condensateur D12 ainsi que le polyvalent C12 (commandé à distance). Le groupe Harman International en est devenu actionnaire majoritaire en 1993. En 2016 Harman annonce la fermeture du siege historique de Vienne et le départ de l’ensemble des employés y compris les équipes de recherche et développement. Comme JBL, Infinity AKG n'est plus un fabricant de matériel audio mais une simple marque du groupe Harman.

## Produits

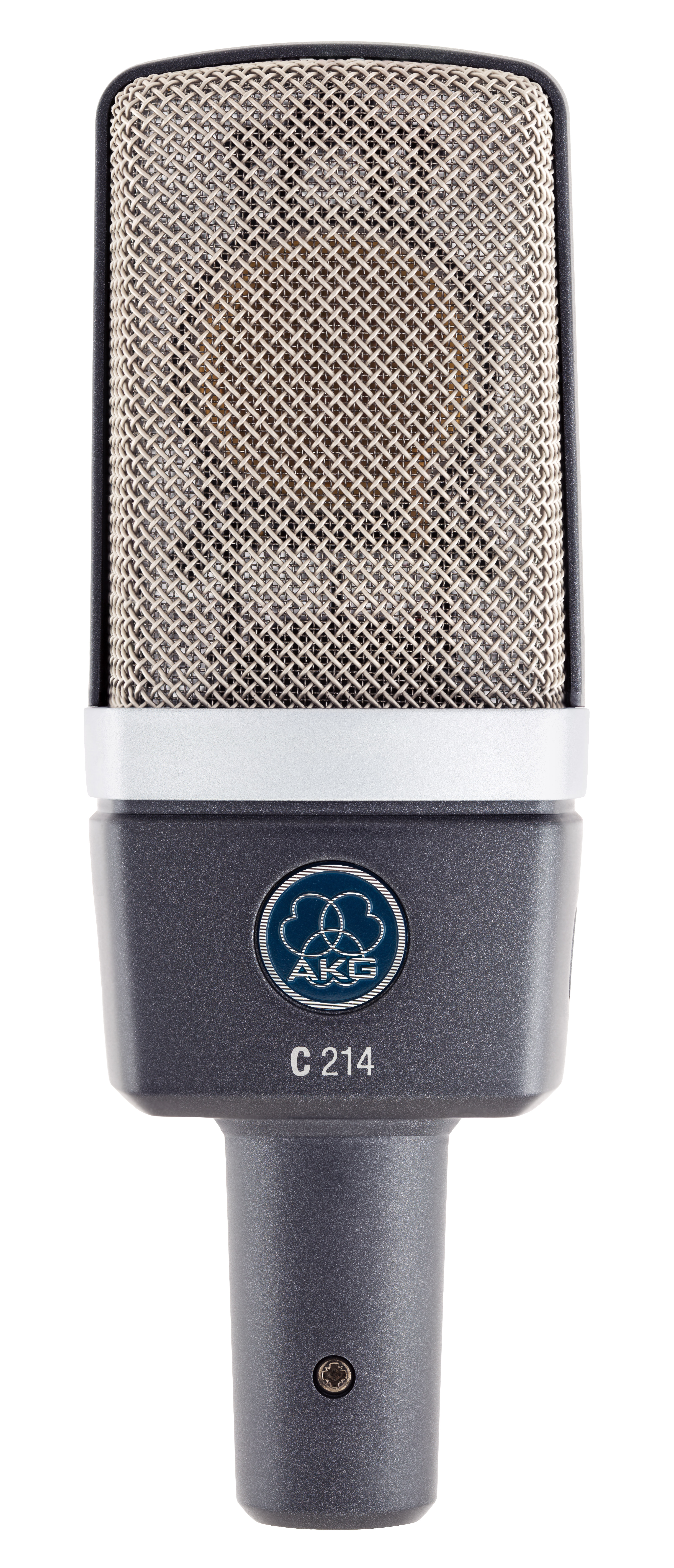
Le microphone à condensateur C214 d'AKG.

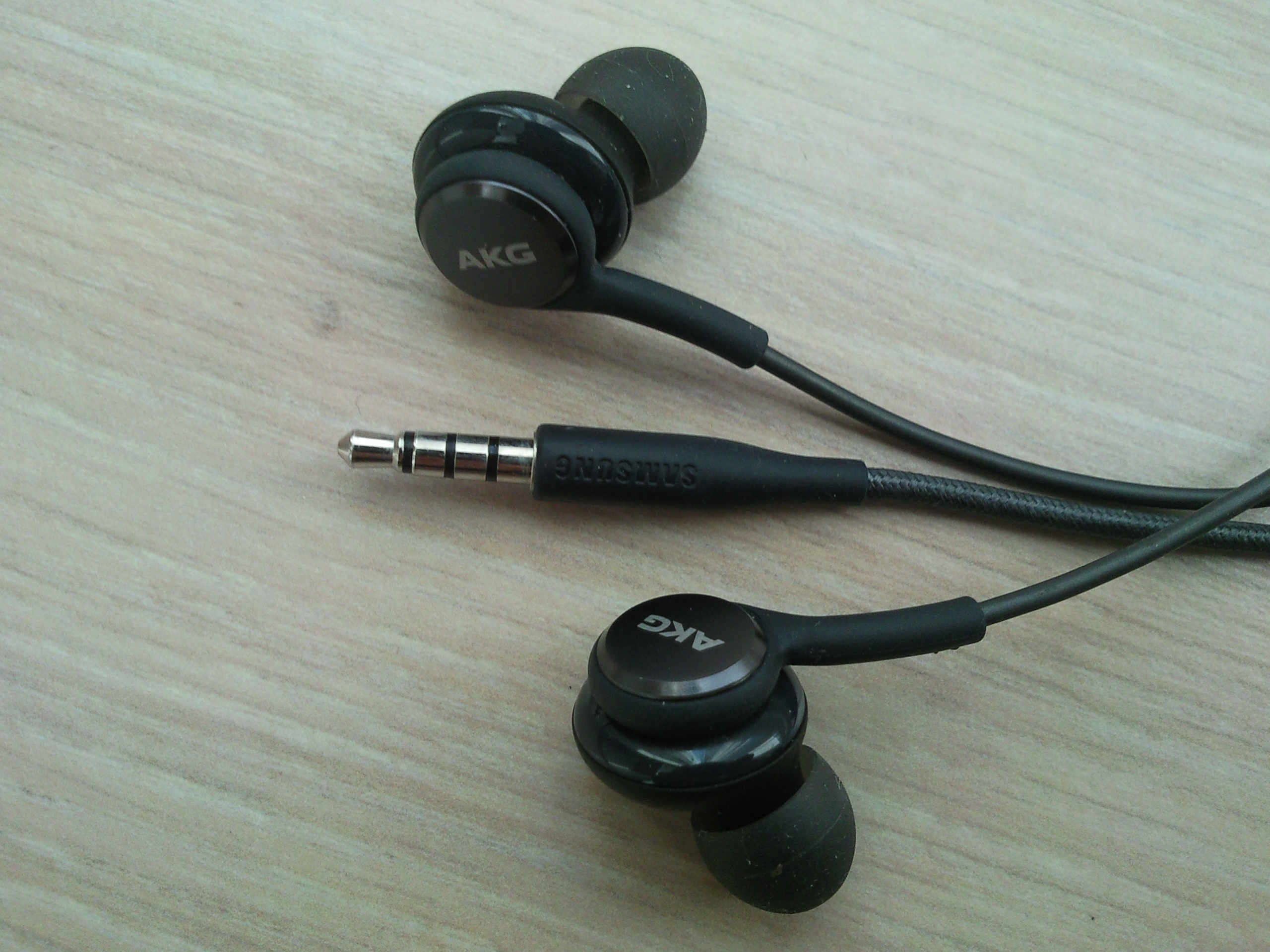
AKG Samsung bundle earphone

L'entreprise produit entre autres des microphones statiques (exemple C12VR, C414) des casques semi-ouverts pour le studio (tels que le K240M) et est aussi réputée pour ses systèmes de liaisons sans fil pour musiciens (WMS45, WMS40 Mini…).
AKG produit aussi des casques audio grand public comme le K450 (choisi comme produit de l'année 2011 par What Hi-Fi? Sound and Vision (en)).
Les produits AKG sont distribués en France par SCV AUDIO.
À la suite du rachat de Harman par Samsung Electronics le 14 novembre 2016, AKG a développé les systèmes stéréos de Samsung à partir du Samsung Galaxy S9 ainsi que les Samsung Buds.

## Autres
Au début des années 2010, en collaboration avec le chanteur Quincy Jones, AKG a lancé trois types de casques, :
- casque intra-auriculaire Q350 ;
- mini casque Q460 ;
- Premium Class Reference Q701, qui représente le haut de gamme de la ligne Quincy Jones.

Les trois modèles de casques sont disponibles en vert, blanc et noir.
Le logo de la marque représente 3 cardioïdes superposées à 120°. Il s'agit bien entendu de la réponse en dB en fonction de l'angle d'incidence du son (2D), légendaire sur certains de leurs microphones.

## Sites de production
L'usine de Vienne, qui produisait des produits de la gamme professionnelle a fermé en juin 2017